# ارکیده زنبوری کوچک
ارکیده زنبوری کوچک (نام علمی: Chiloglottis sylvestris) نام یک گونه از سرده ارکیده‌های زنبوری است.